# MTZ-80
Le MTZ-80 est un tracteur fabriqué à l'usine de tracteurs de Minsk en Biélorussie à partir de 1974 et vendu sous la marque "Biélorussie" (Bélarus) en Europe de l'Est. Le tracteur MTZ-50 précédemment produit a été modernisé et plusieurs types de tracteurs modifiés ont été produits pour une utilisation en agriculture. Un est arrêté en 1995.

## Les variantes
- MTZ-80 - Version de base fabriquée de 1974 à 1995.
- MTZ-80.1 - Depuis 1995, la version de base est fabriquée et équipée d'un siège conducteur constamment modernisé.
- MTZ-82 - modèle à 4 roues motrices. Ce modèle a sa propre version.
- MTZ-80L - Une version spécialement conçue pour les travaux forestiers. Plusieurs modifications mineures ont été apportées au moteur et aux grandes roues, ce qui a permis d'atteindre une vitesse maximale de 36 km/h.
- MTZ-80W - Equipé d'engrenages modifiés conçus pour les cultures de racines.
- MTZ-80Ch - Version à trois roues spécialement conçue pour la culture du coton dans l'usine de tracteurs de Tachkent en Ouzbékistan.
- MTZ-80ChM - MTZ-80X avec moteur ouvert.
- MTZ-80Ch.1 - Une version mise à jour du MTZ-80Ch.
- MTZ-90 - est alimenté par une alimentation de 90 ch (66 kW), avec un toit simple mais lisse.
- MTZ-900.3 - fonctionne avec une puissance de 84,3 ch (62 kW) et a été complètement modifié avec la nouvelle structure

## Spécifications
- Force de traction : 14 kN